# Кубок Німеччини з футболу 1938
Кубок Німеччини з футболу 1938 — 4-й розіграш кубкового футбольного турніру в Німеччині.
У фінальному етапі брали участь 64 команди (у зв'язку з анексією Австрії Третім Рейхом участь брали і австрійські клуби). Переможцем кубка Німеччини став Рапід (Відень).

## Перший раунд
| Команда 1                     | Рахунок | Команда 2                     |
| ----------------------------- | ------- | ----------------------------- |
| 27 серпня 1938                |         |                               |
| Штеттінер                     | 1:1 дч  | Йорк Боєн                     |
| 28 серпня 1938                |         |                               |
| Пайне                         | 2:1     | Гамбург                       |
| Ноймаєр (Нюрнберг)            | 4:2     | Штутгартер Кікерс             |
| КСК-1903 (Кассель)            | 0:1     | Франкфурт                     |
| Харта                         | 4:1     | Клаусберг-1920                |
| Поліцай (Любек)               | 2:4     | Фортуна (Дюссельдорф)         |
| Опель-06 (Рюссельсгайм)       | 2:1     | Алеманія (Аахен)              |
| Бранденбургер-05              | 3:0     | Поменсдорф                    |
| Поліцай (Берлін)              | 2:3     | Форвортс-Разеншпорт (Глайвіц) |
| Дессау-05                     | 2:1     | Електра (Берлін)              |
| Рот-Вайс (Ессен)              | 5:1     | Санкт-Паулі                   |
| Релінгаузен                   | 1:2     | Вердер-1899                   |
| СВ Єна                        | 1:2     | Герта                         |
| Вальдгоф                      | 4:0     | Боруссія (Фульда)             |
| Фельберт                      | 1:3     | Грюн-Вайс (Ешвайлер)          |
| Вестфалія-Фортуна (Херне)     | 5:1     | Катернберг (Ессен)            |
| Вікторія (Гамбург)            | 4:3     | Шальке 04                     |
| Айнтрахт (Франкфурт-на-Майні) | 1:2     | Мюнхен 1860                   |
| Фрайбургер                    | 3:1     | Ганновер 96                   |
| Пройссен (Греппін)            | 0:13    | Дрезднер                      |
| Бойтенер-09 (Битом)           | 3:2     | Берлінер-1892                 |
| Штайнгайм-21                  | 2:3 дч  | Нюрнберг                      |
| ССВ Ульм-1928                 | 3:2     | Фюрт                          |
| Бляу-Вайс-90 (Кельн)          | 1:7     | Мангайм                       |
| Баварія (Мюнхен)              | 7:0     | Уніон-08 (Хайльброн)          |
| Боруссія (Дортмунд)           | 1:2     | Фенікс (Любек)                |
| Армінія (Білефельд)           | 5:1     | Гольштайн (Кіль)              |
| Бляу-Вайс 1890 (Берлін)       | 5:1     | Свінемюнде                    |
| Різаер                        | 2:1     | Вакер-04 (Берлін)             |
| Стандорд-Гінденбург (Ольштин) | 2:0     | Пройссен (Данціг)             |
| 11 вересня 1938               |         |                               |
| Штутгарт                      | 7:1     | Фенікс-Алеманія (Карлсруе)    |
| Ханау-93                      | 0:4     | Мюльбург (Карлсруе)           |
| перегравання                  |         |                               |
| Йорк Боєн                     | +:-     | Штеттінер                     |

- Команда Штеттінер відмовилась.

## Другий раунд
| Команда 1                     | Рахунок | Команда 2                     |
| ----------------------------- | ------- | ----------------------------- |
| 11 вересня 1938               |         |                               |
| Франкфурт                     | 3:1     | Харта                         |
| Фортуна (Дюссельдорф)         | 7:1     | Опель-06 (Рюссельсгайм)       |
| Форвортс-Разеншпорт (Глайвіц) | 2:1     | Дессау-05                     |
| Вердер-1899                   | 2:3     | Рот-Вайс (Ессен)              |
| Герта                         | +:-     | Стандорд-Гінденбург (Ольштин) |
| Грюн-Вайс (Ешвайлер)          | 1:2     | Вальдгоф                      |
| Вестфалія-Фортуна (Херне)     | 5:1     | Вікторія (Гамбург)            |
| Мюнхен 1860                   | 3:1     | Фрайбургер                    |
| Дрезднер                      | 10:1    | Бойтенер-09 (Битом)           |
| Нюрнберг                      | 2:1     | ССВ Ульм-1928                 |
| Мангайм                       | 2:1     | Баварія (Мюнхен)              |
| Фенікс (Любек)                | 3:2     | Армінія (Білефельд)           |
| 18 вересня 1938               |         |                               |
| Штутгарт                      | 2:1     | Ноймаєр (Нюрнберг)            |
| Мюльбург (Карлсруе)           | 6:1     | Пайне                         |
| 25 вересня 1938               |         |                               |
| Бляу-Вайс 1890 (Берлін)       | 3:1     | Різаер                        |
| Йорк Боєн                     | 1:4     | Бранденбургер-05              |

## Третій раунд
| Команда 1           | Рахунок | Команда 2                     |
| ------------------- | ------- | ----------------------------- |
| 9 жовтня 1938       |         |                               |
| Франкфурт           | 3:1     | Фортуна (Дюссельдорф)         |
| Мюльбург (Карлсруе) | 2:1     | Штутгарт                      |
| Бранденбургер-05    | 0:1     | Форвортс-Разеншпорт (Глайвіц) |
| Рот-Вайс (Ессен)    | 3:0     | Герта                         |
| Вальдгоф            | 6:0     | Вестфалія-Фортуна (Херне)     |
| Мюнхен 1860         | 3:0     | Дрезднер                      |
| Нюрнберг            | 1:0     | Мангайм                       |
| Фенікс (Любек)      | 0:1     | Бляу-Вайс 1890 (Берлін)       |

## 1/8 фіналу
До учасників приєднались команди з анексованої Австрії.
| Команда 1                     | Рахунок | Команда 2            |
| ----------------------------- | ------- | -------------------- |
| 6 листопада 1938              |         |                      |
| Вальдгоф                      | 3:2     | Рот-Вайс (Ессен)     |
| Франкфурт                     | 3:1     | Мюльбург (Карлсруе)  |
| Бляу-Вайс 1890 (Берлін)       | 1:2     | Мюнхен 1860          |
| Форвортс-Разеншпорт (Глайвіц) | 2:4     | Нюрнберг             |
| Адміра (Відень)               | 0:6     | Фірст Вієнна         |
| Ваккер (Відень)               | 0:1     | Вінер Шпорт-Клуб     |
| Рапід (Відень)                | 5:1     | Аустро-Фіат (Відень) |
| Грацер Штрассенбан            | 3:2     | Аустрія (Відень)     |

## Чвертьфінали
| Команда 1         | Рахунок | Команда 2          |
| ----------------- | ------- | ------------------ |
| 27 листопада 1938 |         |                    |
| Нюрнберг          | 3:1     | Фірст Вієнна       |
| Мюнхен 1860       | 1:2 дч  | Франкфурт          |
| Вальдгоф          | 2:3     | Рапід (Відень)     |
| Вінер Шпорт-Клуб  | 6:1     | Грацер Штрассенбан |

## Півфінали
| Команда 1      | Рахунок | Команда 2        |
| -------------- | ------- | ---------------- |
| 11 грудня 1938 |         |                  |
| Рапід (Відень) | 2:0     | Нюрнберг         |
| Франкфурт      | 3:2     | Вінер Шпорт-Клуб |

## Фінал
| 8 січня 1939 |

| Франкфурт     | 1:3      | Рапід (Відень)                     |
| ------------- | -------- | ---------------------------------- |
| Дошедцаль 17' | Протокол | Шорс 80' Гофштеттер 85' Біндер 90' |

| Олімпіаштадіон, Берлін Глядачів: 40 000 Арбітр: Фріц Рюхле |